# 超整数
超準解析における超整数（ちょうせいすう、英: hyperinteger; 超準整数）は、その整数部分が自身に等しい超実数（超準実数）を言う。超整数には、通常の整数である有限超整数のほかに無限大超整数も含まれる。無限大超整数の例は、整数列 (1, 2, 3, …) が属する（超実数の超冪構成の意味での）同値類をとればよい。

## 定義
標準整数部分 {\textstyle \lfloor x\rfloor } は任意の実数 x に対し x を超えない最大の整数に等しいものと定義されるものであった。これに超準解析における移行原理を適用すれば、その自然延長として超準整数部函数 {\displaystyle {}^{*}\lfloor \rfloor \colon x\mapsto {}^{*}\lfloor x\rfloor } が任意の超実数 x に対して定義できる。
定義超実数 x が超整数であるとは、{\displaystyle x={}^{*}\lfloor x\rfloor } を満たすときに言う。
したがって、超整数全体の成す集合は、超実数全体の成す集合のこの超準的な整数部函数による像に等しい。

## 内的集合
超整数全体の成す集合 *ℤ は超実数全体の成す集合 *ℝ の内的部分集合であり、対して有限超整数全体の成す集合 ℤ は内的部分集合ではない。補集合 *ℤ ∖ ℤ の元は（文献にもよるが）超準 (non-standard), 無限 (unlimited), 無限大 (infinite) 超整数と呼ばれる。無限大超整数の逆数は必ず無限小になる。
非負の超整数はしばしば超自然数 (hypernatural number) と呼ばれ、先と同じように有限超自然数および無限大超自然数全体の成す集合はそれぞれ ℕ および *ℕ と書かれる。後者がスコーレムの意味での算術の超準モデルを与えるものであることを注意しておく。